# Loiano
Loiano – miejscowość i gmina we Włoszech, w regionie Emilia-Romania, w prowincji Bolonia.
Według danych na styczeń 2009 gminę zamieszkiwało 4507 osób przy gęstości 86 os./1 km².